# Чебриков, Виктор Михайлович
Ви́ктор Миха́йлович Че́бриков (27 апреля 1923, Екатеринослав, — 1 июля 1999, Москва) — председатель КГБ СССР (1982—1988), Секретарь ЦК КПСС (30 сентября 1988 — 20 сентября 1989), кандидат в члены Политбюро ЦК КПСС (26 декабря 1983 — 23 апреля 1985), член Политбюро ЦК КПСС (23 апреля 1985 — 20 сентября 1989). Член ЦК КПСС (1981—1990). Депутат Верховного Совета СССР (1974—1989), народный депутат СССР (1989—1991). Генерал армии (1983), Герой Социалистического Труда (1985), лауреат Государственной премии СССР (1980). Участник Великой Отечественной войны. Член КПСС с 1944 года.

## Биография
Родился в Украинской ССР. После окончания школы поступил в Днепропетровский металлургический институт, но проучился там всего лишь один год из-за начавшейся войны. В 1941 году поступил на ускоренные курсы Житомирского военно-пехотного училища, где получил специальность заместителя командира взвода 82-миллиметровых миномётов.
После выпуска участвовал в боевых действиях под Сталинградом, на Воронежском фронте, под Харьковом, на Курской дуге, при форсировании Днепра. Войну закончил в Чехословакии в звании майора, в должности командира стрелкового батальона 575-го стрелкового полка 161-й стрелковой дивизии.
Перенёс три ранения, в том числе два тяжёлых, а также контузию и обморожение. Был награждён многими наградами, в том числе орденом Александра Невского.
После войны отправил документы в Москву в Военную академию имени М. В. Фрунзе, но не прошёл по зрению. После демобилизации в 1946 году вернулся домой и восстановился в Днепропетровском металлургическом институте, который окончил в 1950 году. Год работал инженером на металлургическом заводе.
В 1951 году был взят в Ленинский райком партии города Днепропетровска заведующим промышленным отделом. В 1958 году избран вторым секретарём, а в 1961 году — первым секретарём горкома партии. С 1964 года по 1967 год работал вторым секретарём обкома КПСС. За эти годы добился определённых результатов. Работая одновременно парторгом на металлургическом заводе, за три года вывел его из убыточного в рентабельный. Заведуя промышленным отделом, постоянно находился на стройках, рудниках и заводах. Чебриков занимался в городе водоснабжением, участвовал в строительстве набережной, пуске телевидения. К 50-летию Октября была закончена электрификация области.
В 1967 году был направлен Генеральным секретарём ЦК КПСС Л. И. Брежневым на укрепление органов госбезопасности. Его назначили начальником отдела кадров управления КГБ СССР. Работая под началом Андропова, Чебриков столкнулся с многими проблемами. Кадровая политика была не на высоте. Через год одновременно был заместителем председателя КГБ при Совете Министров СССР, курировал Пограничные войска, а затем и Оперативно-техническое управление КГБ. За работу по обеспечению безопасности проведения, по линии КГБ СССР, олимпийских игр в г. Москве в 1980 г., наряду с заместителем министра внутренних дел СССР Ю. М. Чурбановым, был удостоен Государственной премии СССР. В январе 1982 года стал первым заместителем председателя КГБ СССР.
В декабре 1982 года, вскоре после смерти Л. И. Брежнева, был утверждён в должности председателя КГБ СССР. Занимая этот пост до 1988 года, Чебриков продолжал линию Андропова (чьим верным ставленником и называется). В 1985 году он был удостоен звания Героя Социалистического Труда. С 1988 года был секретарём ЦК КПСС и председателем Комиссии ЦК КПСС по вопросам правовой политики.
Депутат Верховного Совета СССР 9—11-го созывов, народный депутат СССР с 1989 года.
В декабре 1991 года был одним из тех, кто подписал обращение к президенту СССР и Верховному Совету СССР с предложением о созыве чрезвычайного Съезда народных депутатов СССР.
После выхода в отставку работал руководителем личной охраны народного артиста СССР Иосифа Кобзона.
Скончался 1 июля 1999 года в Москве. Первоначально был похоронен на Троекуровском кладбище, а потом перезахоронен на Кунцевском кладбище (1 уч.), рядом с женой.

## Семья
- Жена — Зинаида Моисеевна Чебрикова (1923—2008)
- Дочь — Татьяна Викторовна Беляева (1955)

## Награды
- Герой Социалистического Труда (12.03.1985)
- 4 ордена Ленина (22.03.1966, 13.12.1977, 26.04.1983, 12.02.1985)
- орден Октябрьской Революции (31.08.1971)
- орден Красного Знамени (21.05.1945)
- Орден Александра Невского (24.08.1944)
- 3 ордена Трудового Красного Знамени (19.07.1958, 26.04.1973, 8.10.1980)
- орден Отечественной войны 1-й степени (23.04.1985)
- Государственная премия СССР (1980)
- орден Мужества, год награждения неизвестен.[источник не указан 1952 дня]

## В кино
- Являлся главным консультантом историко-детективного художественного фильма «Тегеран-43».
- Василий Савинов в телевизионном сериале «Галина», Россия, 2008 год.
- Александр Ермаков в телевизионном сериале «С чего начинается Родина», Россия, 2014 год.
- В сериале «Чернобыль», 2019 год.
- В сериале «Нулевой пациент», 2022 год.